# Atomaria puncticollis
Atomaria puncticollis is een keversoort uit de familie harige schimmelkevers (Cryptophagidae). De wetenschappelijke naam van de soort werd in 1868 gepubliceerd door Carl Gustaf Thomson.